# کانتورگلوبال
کانتورگلوبال (انگلیسی: ContourGlobal) شرکت برق بریتانیایی است، که در سال ۲۰۰۵ تأسیس شد.